# St. Martin (Greene)

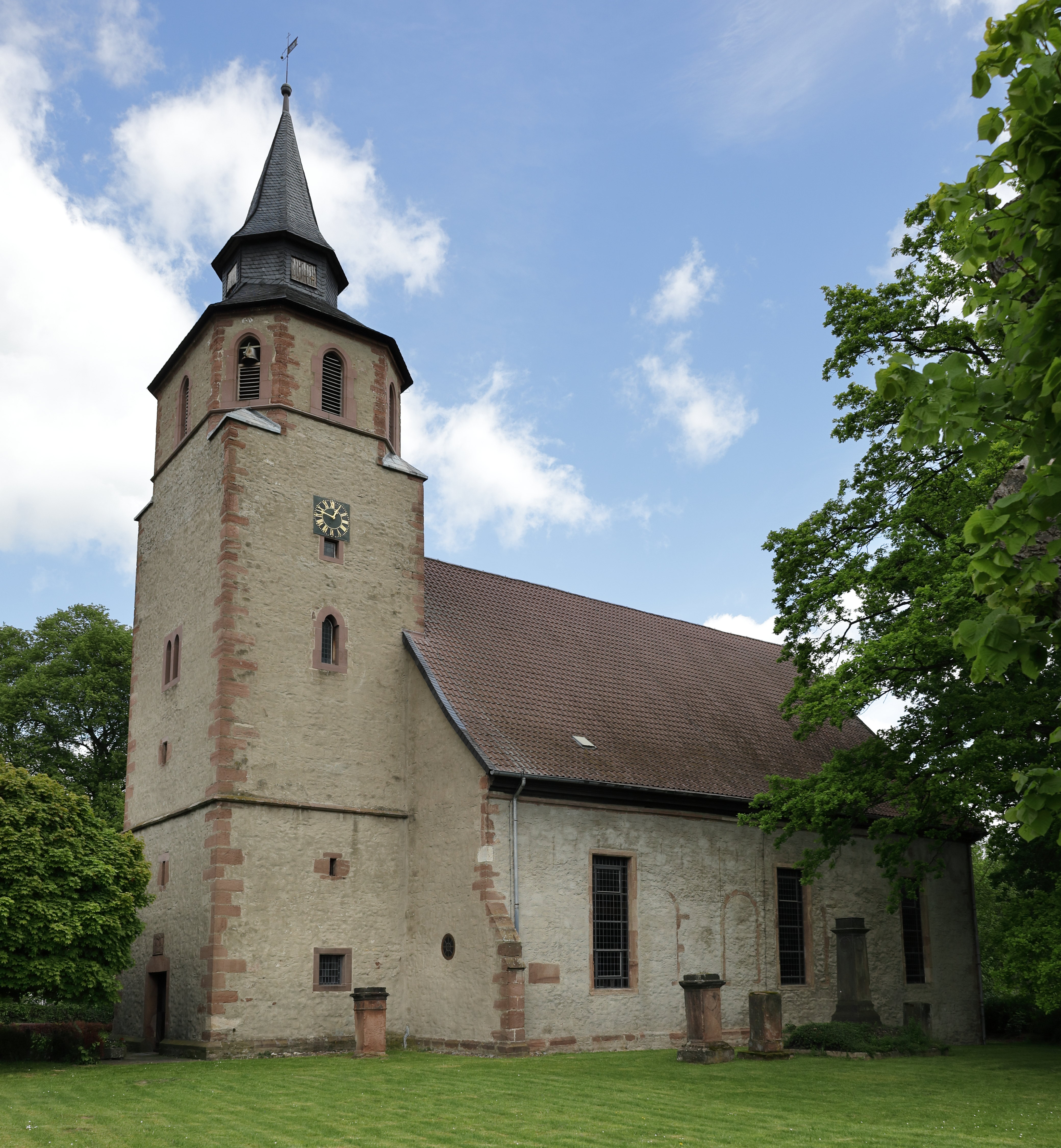
St. Martin (2023)

Die evangelisch-lutherische Kirche St. Martin steht im Flecken Greene, einer Ortschaft der Stadt Einbeck im Landkreis Northeim von Niedersachsen.
Die Kirchengemeinde gehört zur Propstei Gandersheim-Seesen der Evangelisch-lutherischen Landeskirche in Braunschweig.

## Geschichte und Beschreibung
Um 770 erhielt Greene eine Martinskirche als Hauptkirche in ihrem Bezirk. Sie wurde 1424 bis auf den Kirchturm zerstört. Vom baldigen Wiederaufbau des Turms und des westlichen Kirchenschiffs kündet eine Inschriftentafel von 1439 in der südlichen Kirchenaußenwand, welche die Stifter des Neubaus nennt, Hermann und Ludolf von Friedrichshausen, genannt Rauschenplat, zusammen mit einem Wappen dieses Geschlechts. An die Stelle dieser gotischen Kirche wurde um 1575 die heutige verputzte, mit Ecksteinen versehene Saalkirche errichtet.  
Das Erdgeschoss des querrechteckigen Kirchturms im Westen ist noch romanischen Ursprungs. Die gotischen Aufstockungen erhielten schließlich 1578 einen achteckigen Aufsatz, in dem sich hinter den Klangarkaden der Glockenstuhl befindet, in dem 3 Kirchenglocken hängen. An einer Klangarkade hängt die Schlagglocke der Turmuhr. Bekrönt wird der Turm von einem schiefergedeckten spitzen Helm. 1716 erhielt das Langhaus große Rechteckfenster, und im Osten wurde ein dreiseitiger Abschluss angefügt. Das Erdgeschoss des Turms ist mit einem Kreuzgewölbe überspannt und wurde 1980 zum Langhaus durch eine Arkade geöffnet. 
Der Innenraum des Langhauses wird von den schlanken Stützen der Emporen an den Längsseiten in drei Bereiche geteilt, in der Mitte wurde er um 1700 mit einem hölzernen Tonnengewölbe überspannt. Die Wandmalereien von 1582 in Seccomalerei waren seit 1716 unter Putz, sie wurden 1977 freigelegt. Der gotische Flügelaltar aus dem späten 15. Jahrhundert ist seitlich im Altarraum aufgestellt. Der Schrein enthält eine geschnitzte Darstellung der Anbetung der Könige, flankiert von 4 Heiligen. In den Flügeln sind die 12 Apostel in 2 Reihen dargestellt. Die Rückseiten des Schreins und der Flügel sind bemalt. Der barocke Kanzelaltar hat gedrehte Säulen und kannelierte Pilaster. Das weit vorgezogene Gebälk bildet den Schalldeckel. 
Die erste Orgel mit 10 Registern und einem Manual wurde um 1690 von Andreas Schweimb gebaut; später wurde sie mehrfach erweitert und umgebaut, u. a. 1864 von den Gebrüdern Euler, und zuletzt 1981 von der Firma Schmidt & Mappes restauriert. Sie hat heute 21 Register, verteilt auf 2 Manuale und Pedal.